# Spenslig skugglöpare
Spenslig skugglöpare (Oxypselaphus obscurus) är en skalbaggsart som först beskrevs av Herbst 1784.  Spenslig skugglöpare ingår i släktet Oxypselaphus, och familjen jordlöpare. Arten är reproducerande i Sverige.

## Bildgalleri

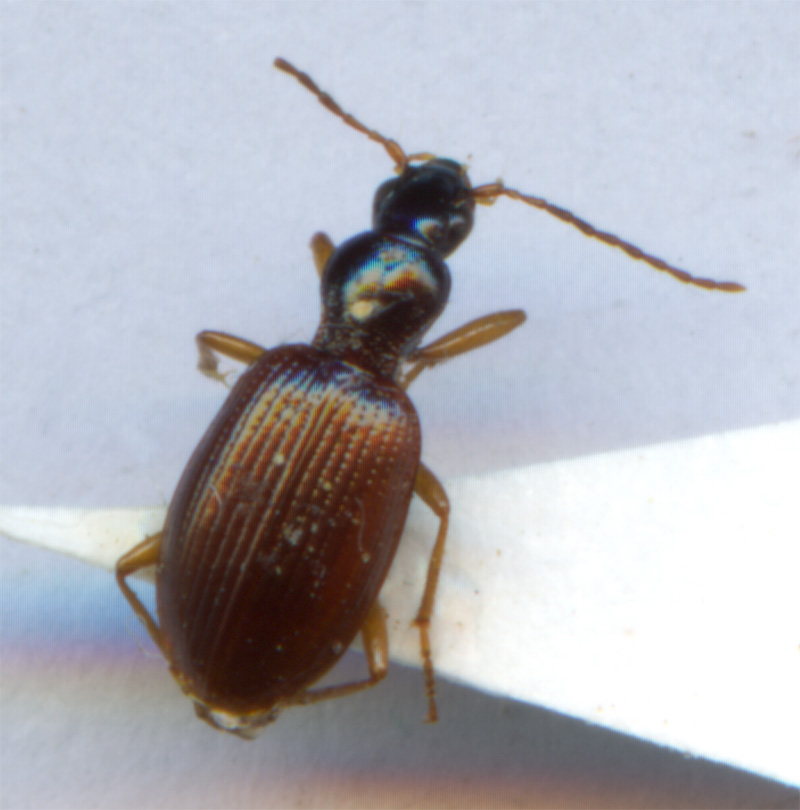
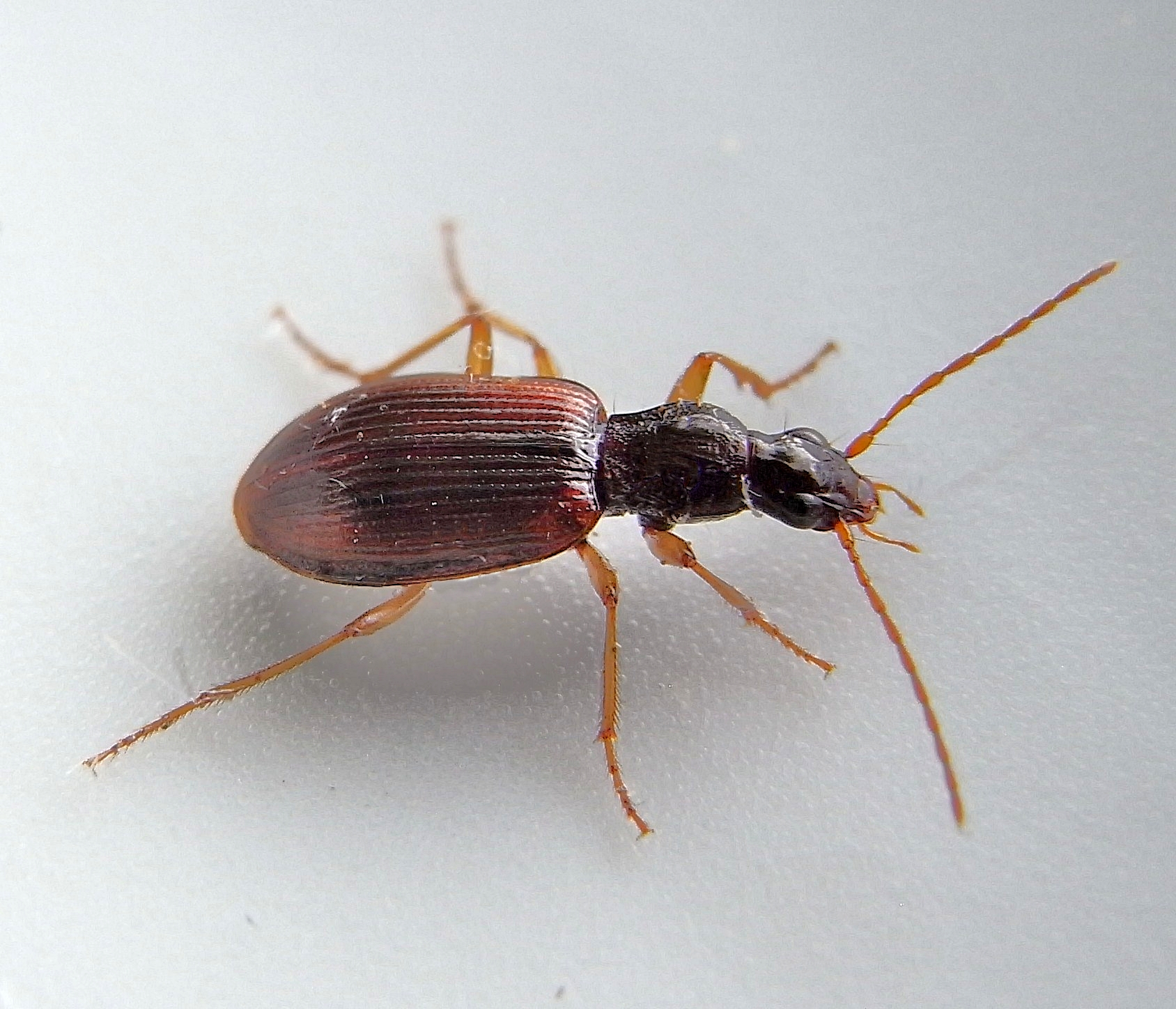
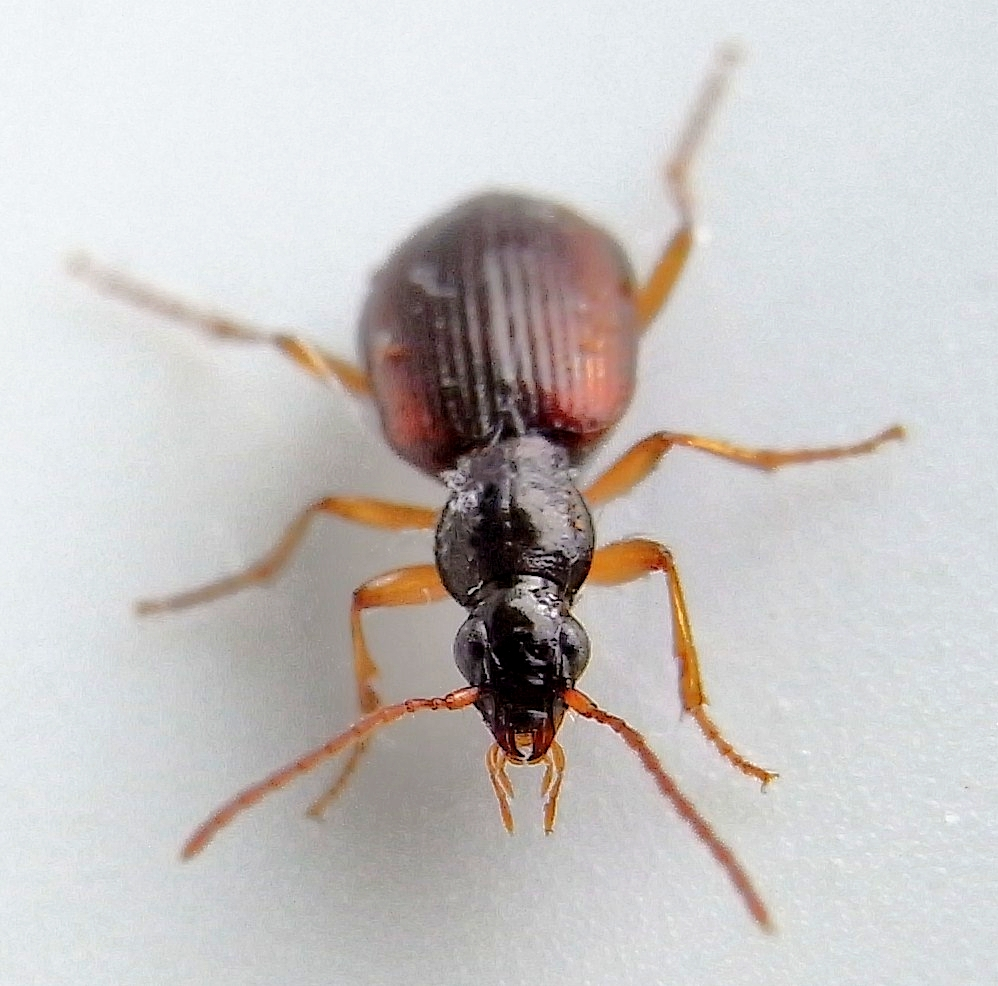
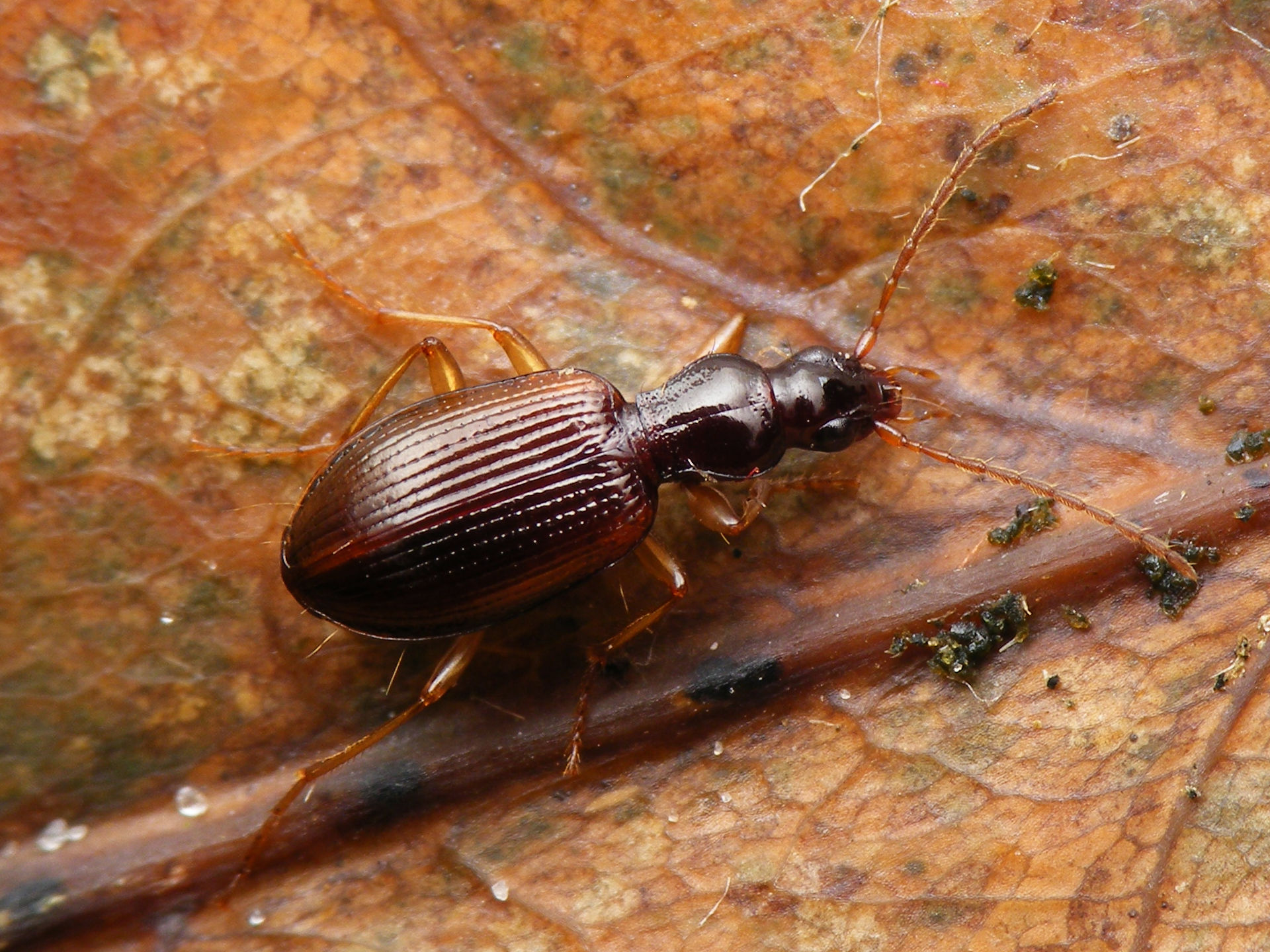